# I.d.a. – Dachverband deutschsprachiger Frauen / Lesbenarchive, -bibliotheken und -dokumentationsstellen
i.d.a. – Dachverband deutschsprachiger Frauen / Lesbenarchive, -bibliotheken und -dokumentationsstellen (offizieller Name laut  Satzung: Dachverband i.d.a. – informieren, dokumentieren, archivieren. Dachverband deutschsprachiger Lesben-/Frauenarchive und -bibliotheken e. V.) ist ein 1994 gegründeter Verband mit Sitz in Bonn. In ihm sind Lesben- und Frauen-Archive, -Bibliotheken und -Dokumentationsstellen aus Deutschland, Österreich, Luxemburg, Italien und der Schweiz organisiert.
Zu den Aufgaben und Zielen des Dachverbandes gehören die Vernetzung interessierter und engagierter Frauen sowie Institutionen, regelmäßiger fachlicher und persönlicher Austausch, Weiterqualifikation, die überregionale Öffentlichkeitsarbeit, politische und finanzielle Unterstützung für finanziell nicht abgesicherte Frauenbibliotheken und -archive und die öffentliche Sichtbarkeit geleisteter Frauenarchivarbeit.
Die momentane Geschäftsstelle des Verbandes befindet sich in Kassel, in den Räumlichkeiten des Archivs der deutschen Frauenbewegung.

## Geschichtlicher Kontext

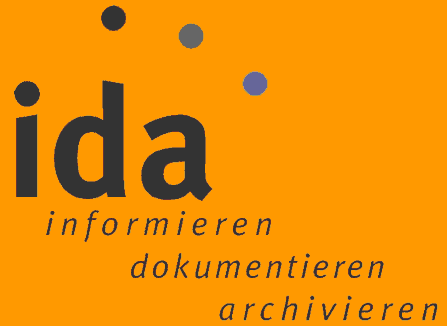
Altes Logo des Verbandes (2006)

Im Zuge der ersten Welle der Frauenbewegung entstanden Mitte des 19. Jahrhunderts eine Vielzahl von sozial-pragmatischen und politisch motivierten Frauenverbände und Bildungseinrichtungen. Zu den Zielen politischer Frauenverbände gehörten das allgemeine Wahlrecht, das Recht auf Bildung und Beruf für Frauen. Einige dieser mehr oder weniger politischen Verbände waren der Allgemeine Deutsche Frauenverein (ADF) (später Deutscher Staatsbürgerinnen-Verband) (1865), das Pestalozzi-Fröbel-Haus (1873/74), der Lette-Verein (1866), der Bund Deutscher Frauenvereine mit dem Helene-Lange-Archiv (1894), die überkonfessionelle Soziale Frauenschule, gegründet von Alice Salomon (1908).
1895 schrieb Maria Lischnewska in der von Minna Cauer herausgegebenen Zeitung Die Frauenbewegung:
„Wir brauchen eine Bibliothek für die Frauenfrage und die Reichshauptstadt müßte sie schaffen. Diese Bibliothek denke ich mir als eine Sammelstätte für alles, was Deutschland und das Ausland an bedeutenden Leistungen auf dem Gebiete der Frauenfrage hervorgebracht haben und noch hervorbringen. […] Die Bibliothek würde der Frauensache der Gegenwart einen großen Dienst leisten. Sie würde uns befähigen, sicherer zu urteilen und konsequenter vorwärts zu schreiten.“
In diesem Zusammenhang begannen die Frauenverbände die ersten Frauenbibliotheken und -archive zu gründen und vielerlei Text- und Bildmaterialien zur professionellen Aus- und Weiterbildung von Frauen, zur Frauen(rechts)bewegung sowie zur Dokumentation der eigenen Vereinsgeschichte zu sammeln. Dabei dienten die Vereine als Träger der Frauenbibliotheken und -archive und die Arbeit wurde und wird bis heute in oft ehrenamtlicher Arbeit geleistet. Bereits 1910 besitzt jeder zehnte der etwa 4000 Ortsvereine des Bundes deutscher Frauenvereine eine eigene Bibliothek.
Im Zuge der Machtergreifung und Gleichschaltung durch die Nationalsozialisten lösten sich viele Frauenverbände freiwillig auf. Nur ein geringer Teil der Bestände konnte vor den Nazis und der Zerstörung im Zweiten Weltkrieg durch vielfach private Initiativen bewahrt werden. Zwei dieser recht umfangreichen Bestände sind das Helene-Lange-Archiv und das Archiv des Deutschen Staatsbürgerinnen-Verbandes.
1968 und in den folgenden Jahren begann mit dem allgemeinen gesellschaftlichen Umbruch und Wertewandel die zweite Welle der Frauenbewegung in der Bundesrepublik Deutschland. Viele der feministischen Aktionen dieser Zeit galten in den etablierten Institutionen als nicht archivwürdig. Entsprechend kümmerten sich autonome Frauen- und Lesbengruppen mit Erfolg um die Sammlung und Archivierung dieser Zeitdokumente, da das bisherige Suchen nach entsprechender Literatur sich als ein mühsamer Akt erwies. Nach Dagmar Jank liegen die Gründe hierfür:
1. im Fehlen von Büchern und Archivalien von und über Frauen,
2. in unvollkommenen Bibliothekssystematiken bzw. Schlagwortkatalogen und auf den Archivbereich bezogen in unvollständigen Findbüchern,
3. in den für Frauen ungünstigen Öffnungszeiten

So bewahrte beispielsweise das Lesbische Aktionszentrum die ersten Dokumente der Bewegung in Stehordnern auf.
Bedingt durch bzw. inspiriert von der autonomen Frauenbewegung organisierte sich nun auch zunehmend akademisch-institutionell verankerte frauenpolitische Arbeit. Mitte der 1970er begannen sich Wissenschaftlerinnen an Hochschulen, in Forschungsgruppen und -projekten zusammen zuschließen, um die Diskriminierung von Frauen wissenschaftlich zu fundieren mit dem Ziel der politischen, sozialen und ökonomischen Gleichstellung von Männern und Frauen. Ergänzend zur Frauenforschung wurde auch hier die Idee der Dokumentation frauenspezifischer Literatur und zentraler sowie dezentraler Informations- und Dokumentationsstellen diskutiert.
Im Oktober 1976 trafen sich auf der „West-Berliner Sommeruniversität der Frauen“ über 500 Frauen und verlangten im Anschluss an die bisherigen Ereignisse „die Einrichtung eines Frauenarchivs und einer -bibliothek“. 1977 gründete Antje Finger das Kassandra-Archiv für die feministischen Künste in Berlin. Die Archivgruppe des Lesbischen Aktionszentrums (LAZ) integrierte sich 1978 in das neugegründete Frauenforschungs-, -bildungs- und informationszentrum (FFBIZ). Der Ablass bildete „eine erste Bilanzierung der Erfolge und Niederlagen feministischer Einmischung in, Einflussnahme auf und Veränderung von Universitäten, Volkshochschulen, verschiedenen Archiven, Bibliotheken und Dokumentationsstellen.“

### Archiv- und Bibliotheksneugründungen
In vielen anderen Städten folgten zahlreiche Archiv- und Bibliotheksgründungen. Im deutschsprachigen Raum gibt es inzwischen mehr als 70 institutionell verankerte und autonome Einrichtungen mit unterschiedlichen Sammlungen zu allen frauen- und lesbenbetreffenden Fragen. Auch in den neuen Bundesländern kam es zu einer Vielzahl von Archiv- und Bibliotheksgründungen. Beinahe alle Arbeiten zur historischen Frauenforschung in der DDR wurden an der Pädagogischen Hochschule Leipzig geschrieben und dort auch aufbewahrt. Auch der Demokratische Frauenbund Deutschlands (DFD) hat in Berlin ein eigenes Archiv.
Das Neue an diesen Bibliotheken und Archiven war:
1. die Selbstbestimmung der Arbeitsinhalte und damit des Bestandsaufbaus,
2. der Abbau von hierarchischen Arbeitsstrukturen,
3. die Aufhebung der Trennung organisatorischer und inhaltlicher Arbeit,
4. die Vermeidung eines Dienstleistungs- bzw. Konsumentinnenverhältnisses zwischen den Projektfrauen und den Benutzerinnen,
5. ein anderes Verhältnis zum gesammelten Material (nach Dagmar Jank).

Die autonomen Fraueneinrichtungen haben sich 1990 zusätzlich zu einem eigenen Dachverband zusammengeschlossen, der Bundesarbeitsgemeinschaft autonomer Frauenforschungseinrichtungen (BAFF).
Heute existiert in jedem Land Westeuropas (mit Ausnahme von Irland) mindestens ein Dokumentationszentrum zu Geschichte und Gegenwart von Frauen.

### Tagungen von Archiv- und Bibliotheksvertreterinnen
Seit 1983 finden regelmäßige halbjährliche Tagungen von Archiv- und Bibliotheksvertreterinnen im Arbeitskreis Frauenarchive und -bibliotheken statt, um sich fachlich auszutauschen und die Vernetzung der einzelnen Einrichtungen voranzutreiben. Ein wichtiger Punkt hierbei waren auch die neuen Methoden der feministischen Archivierung. Das Instrumentarium, mit dem frauenspezifische Materialien erschlossen werden können, musste neu erarbeitet werden. Die neuen Begrifflichkeiten der Frauen- und Lesbenbewegung erforderten neue Deskriptoren, Schlagworte und Systematiken. Daraus entwickelte beispielsweise der FrauenMediaTurm in Köln den ersten feministischen Thesaurus in deutscher Sprache (1994). Aus dem Archivetreffen 1994 in Bremen ging der Dachverband deutschsprachiger Frauen/Lesbenarchive, -bibliotheken und -dokumentationsstellen – i.d.a. e. V. hervor. Seit 2003 finden die Arbeitstreffen nur noch einmal jährlich statt.

## Zielsetzungen
Die Ziele des Vereins werden durch verschiedene Angebote und Maßnahmen umgesetzt:
1. Öffentlichkeitsarbeit
- Unterstützung und Förderung der Internetseite zur Archivierung von Frauenverbandsakten www.FrauVerA.de
- gemeinsame Homepage

2. Vernetzung und fachlicher Austausch
- jährlich stattfindende Arbeitstreffen

3. Sichtbarmachung feministischer Zeitschriften in der Zeitschriftendatenbank

## Selbstverständnis und Aufgaben des Vereins und seiner angeschlossenen Bibliotheken/Archive
Frauenbibliotheken und -archive bildeten und bilden im Rahmen der feministisch-selbstorganisierten Bildungsarbeit eine sehr wichtige Alternative zur herkömmlichen Bildungsarbeit und haben damit einen besonderen Stellenwert. Herkömmliche Bibliotheks- und Archivbestände enthielten nur wenige und unsystematisierte frauenspezifische Informationen. Davon abweichend werden in Frauenbibliotheken und -archiven unter frauenspezifischen Gesichtspunkten Bücher erworben, Graue Literatur (Referate, Thesenpapiere, Diplom- und Magisterarbeiten) gesammelt, Zeitungs- und Zeitschriftenartikel, Nachlässe, Autographien, Plakate, audiovisuelle Materialien, Noten, Fotos, Buttons und andere Objekte ausgewertet, katalogisiert und zur Nutzung bereitgestellt.
Frauenbibliotheken, -archive und -dokumentationsstellen verstehen sich dabei als Gedächtnis und lebendige Zentren der Frauen- und Lesbenbewegungen. Sie sammeln aber nicht nur Dokumente zu allen frauenspezifischen Themen, sondern bieten Frauen ungestörte Räume für ihre Interessen, und fordern und fördern die Diskussion und Vermittlung von Erfahrungen und Erkenntnissen der internationalen feministischen Bewegungen. Zentral ist dabei der Transfer feministisch-wissenschaftlicher Auseinandersetzungen in die vielfältigen Politikfelder und die Alltagsnutzung.
Die meisten Einrichtungen bieten allen Frauen, z. T. auch Männern, einen vielseitigen Service. Dieser umfasst beispielsweise individuelle Archivberatungen zu festen Öffnungszeiten, Literaturrecherchen in eigenen und fremden Datenbanken, Online-Bibliotheksrecherchen, Fernleihen, Kopienbestellung, Archiv-Datenbanken, Expertinnen-Datenbanken u. v. m.
Sie verstehen sich auch als Teil der Frauenbewegung und gehören zur Fraueninfrastruktur von Kommunen, Ländern sowie Regionen und versuchen auf diese Weise die Kooperation und Vernetzung von Frauen und Lesben zu fördern. Dabei unterstützen sie vor allem auch die politischen Kämpfe von Frauen vor Ort und in allen Teilen der Welt.
Die einzelnen Bibliotheken und Archive unterscheiden sich einerseits durch regionale Sammelschwerpunkte und andererseits durch thematische Spezialisierungen sowie besondere Sammlungen.

### Sammelschwerpunkt: Regionale Frauen(bewegungs)geschichte
- international
- EU
- Luxemburg und Saar-Lor-Lux
- Schweiz
- Österreich
- Bundesrepublik Deutschland – bundesweit
- einzelne Bundesländer
- DDR
- verschiedene Städte

### Weitere Arbeitsschwerpunkte und Spezialisierungen
- Abtreibung/Selbstbestimmung
- Arbeit
- Entwicklungspolitik
- Feministische Theorie und Gender Studies
- Frauenbewegungen bis 1968
- Gen- und Reproduktionstechnologien
- Gesundheit, Gewalt, Frauenrechte/Menschenrechte
- Internationale Frauenbewegung
- Kunst/Kultur
- Lesben und Lesbenbewegung
- Mädchenliteratur
- Neue Frauenbewegung
- NS-Zeit
- Rassismus
- Transgenderism
- Musik/Komponistinnen

### Besondere Archivbestände
- Bildarchive
- Musiksammlungen
- Plakatsammlungen
- Videoarchive
- Zeitschriften
- Zeitungsausschnittsammlungen

## Einrichtungen
Aktuell sind im Dachverband organisiert:
Deutschland
- Alice-Salomon-Archiv
- Archiv der deutschen Frauenbewegung
- Archiv Frau und Musik Frankfurt/Main
- Archiv und Bibliothek im Lette-Verein Berlin
- ausZeiten Frauenarchiv
- Bildungszentrum und Archiv zur Frauengeschichte Baden-Württembergs
- belladonna, Kultur-, Kommunikations- und Bildungszentrum für Frauen
- Feministische Bibliothek Mainz
- Feministische Geschichtswerkstatt Freiburg
- Frauenarchiv Dortmund
- Frauen*bildungszentrum DENKtRÄUME
- Frauengenderbibliothek Saar
- Frauenforschungs-, -bildungs- und -informationszentrum (FFBIZ)
- Frauenkultur Leipzig
- FrauenMediaTurm
- Frauenstadtarchiv Dresden
- Frauenstadtarchiv Hamburg
- Genderbibliothek
- Helene-Lange-Archiv
- Kölner Frauengeschichtsverein
- Lesbenarchiv Frankfurt (LLL)
- Lila Archiv
- Louise-Otto-Peters-Archiv
- Madonna-Archiv und Dokumentationszentrum Sexarbeit
- MONAliesA – Feministische Bibliothek
- Queer*Feministische Bibliothek und Archiv Lieselle
- Robert-Havemann-Gesellschaft der DDR-Opposition
- Sammlung Frauenarchiv an der Universitätsbibliothek Dortmund
- Spinnboden – Lesbenarchiv und Bibliothek
- Terre-des-Femmes-Archiv
- Zentrale Bibliothek Frauenforschung, Gender & Queer Studies Hamburg
- Zentrum für transdisziplinäre Geschlechterstudien (ZtG)

Österreich
- Bibliothek der Frauensolidarität
- FRIDA
- STICHWORT – Archiv der Frauen- und Lesbenbewegung
- Öffentliche Frauenbibliothek AEP

Schweiz
- Archiv für Frauen-, Geschlechter- und Sozialgeschichte Ostschweiz
- Bibliothek Wyborada
- Frauenbibliothek Basel
- Gosteli Archiv
- schema f

Luxemburg
- Cid-Femmes

Italien
- Frauenarchiv Bozen

## Weitere Quellen
- Karin Aleksander: Bericht über das 37. Treffen der deutschsprachigen Fraueninformationseinrichtungnen (ida/Arbeitstreffen) vom 25.–27. Oktober 2002 in Saarbrücken.  In: ZtG (Hrsg.): Bulletin Info 26/2003, S. 59–61.
- Dagmar Jank: Frauenarchive und Frauenbibliotheken in Deutschland. In: Deutscher Bibliothekartag 1/1991, S. 199–210.
- Dagmar Jank: Frauenthesauri im Informations- und Dokumentationsbereich. In: Bibliotheksdienst 11/1996, S. 1913–1921.
- Keinhorst, Annette: Frauenbibliotheken und -archive. Nicht vergessen, an sich selbst zu denken. In: Buch und Bibliothek 9/1994, S. 776–779.
- Latz, Birgit: Frauenarchive. Grundlagen und Nutzungsmöglichkeiten. Amsterdam, Edition ID-Archiv im IISG, 1989.
- Lüdtke, Helga (Hrsg.): Leidenschaft und Bildung. Zur Geschichte der Frauenarbeit in Bibliotheken. Orlanda, Berlin 1992.
- Maierhof, Gudrun: Auf der Suche nach der „verborgenen“ Geschichte. In: Archiv der deutschen Frauenbewegung (Hrsg.): 10 Jahre Archiv der deutschen Frauenbewegung. Kassel 1994.
- www.FrauVerA.de. Internetseite zur Archivierung von Frauenverbandsakten. In: ZtG (Hrsg.): Bulletin Info 33/2006, S. 21–22.
- Schatzberg, Karin (Hrsg.): Frauenarchive und Frauenbibliotheken. Entstehungsgeschichte, organisatorische und inhaltliche Schwerpunkte. Edition Herodot im Radar-Verlag, Aachen 1986.
- Schuler, Martina: Frauenarchive und Frauenbibliotheken. Konzepte und ihre Realisierung an ausgewählten Beispielen. In: Bibliothek 3/1996, S. 348–364.
- Alice Schwarzer: Ein Turm für Frauen allein. Zur Eröffnung des Frauenmediaturms in Köln, 1994.
- i.d.a – Dachverband deutschsprachiger Frauen/Lesbenarchive, -bibliotheken und -dokumentationsstellen, abgerufen am 20. Oktober 2006.
- Archiv der Deutschen Frauenbewegung, abgerufen am 20. Oktober 2006.
- FrauenMediaTurm Köln, abgerufen am 20. Oktober 2006.
- FFBIZ., abgerufen am 20. Oktober 2006.
- Karin Aleksander: „Sie werden hier nur sehr lückenhaftes Material finden.“ Welche Lücken füllen Frauenbibliotheken? (PDF; 1,1 MB).